# Condizione della donna in Iran

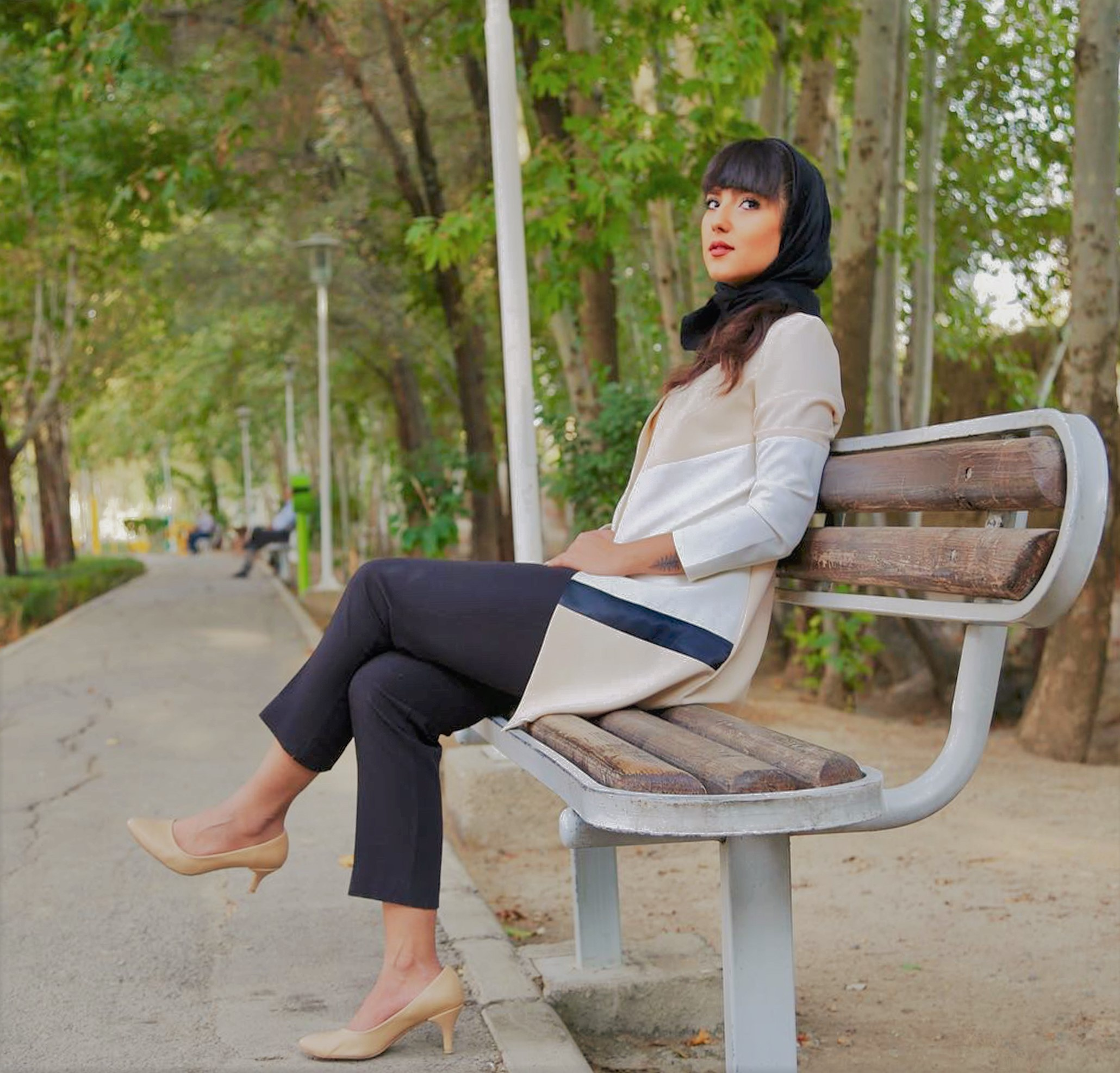
Ragazza iraniana di Isfahan, 2018

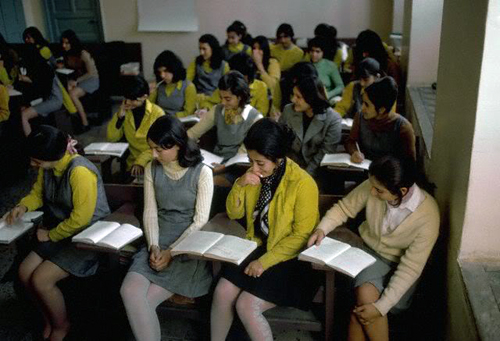
Studentesse di Tehran (1971)

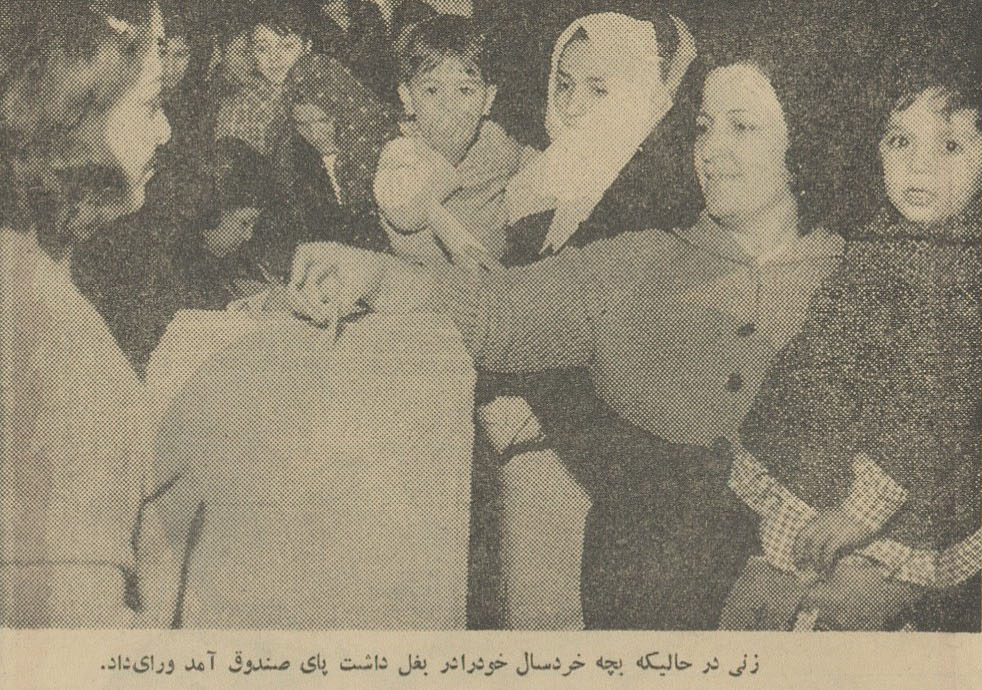
Donne iraniane al voto (1963)

La condizione della donna in Iran ha subito vari mutamenti nel corso della storia.  Le donne iraniane, secondo i vari articoli della Costituzione iraniana, in vigore dal 3 dicembre 1979, godono di pari dignità sociale ed economica in base però alla legge della Sharia; i loro diritti quindi, secondo il punto di vista occidentale, devono ancora essere pienamente acquisiti.
Possono svolgere diverse mansioni e lavori , a patto che coprano i propri capelli con il velo islamico, lo hijab e coprendo braccia e gambe con abiti non troppo succinti.
Godono di alcuni diritti, ma molti di quelli che avevano ottenuto durante il periodo monarchico sono stati aboliti o pesantemente ridotti secondo la legge islamica.
Afghanistan e Iran sono gli unici due paesi al mondo dove l'utilizzo dello hijab è obbligatorio in quanto imposto per legge
Il 1 giugno 2024 Zohreh Elahian diventa la prima donna a candidarsi alla presidenza della Repubblica Iraniana.
Reza Pahlavi, divenuto Scià nel 1926, cominciò un iter di modernizzazione del Paese in senso occidentale che in qualche modo aiutò le donne a guadagnarsi maggiore visibilità pubblica, bandendo il velo e aprendo anche alle studentesse l'Università di Teheran (1936).
Il figlio, Mohammad Reza Pahlavi, succedutogli nel 1942, proseguì la politica di modernizzazione del padre, ampliando i benefici riguardanti le donne, e adottando una serie di provvedimenti che favorirono la condizione femminile dell'epoca.
Queste misure rientravano nel quadro di un programma di riforme, noto come "rivoluzione bianca", che avevano lo scopo di modernizzare l'Iran nel più breve tempo possibile, continuando la sfida che il padre aveva intrapreso agli inizi degli anni venti.
Con la "rivoluzione bianca", le donne iraniane, oppresse per tanti secoli dalla sharīʿa islamica, acquisivano nel febbraio 1963 il diritto di voto sia attivo che passivo.
Il 27 agosto 1968 Farrokhroo Parsa diventa la prima donna ministro nella storia dell'Iran (fino al 2 gennaio 1971). Fu in seguito giustiziata a 58 anni l'8 maggio 1980.
Mahnaz Afkhami è stata la seconda donna ministro in Iran, come ministro senza portafoglio per le donne e gli affari femminili dal 31 dicembre 1975 al 27 agosto 1978.
Lo stato di famiglia veniva riformato con l'introduzione di codici progressisti che proteggevano il diritto delle donne in questioni come il divorzio e che limitavano la poligamia (1967).
Nel 1970 la 35enne Dabir Azam Hosna diventa la prima donna sindaco in Iran, nella città di Babolsar, anche se fu presto costretta a dimettersi dopo una decisione presa da un consiglio di soli uomini.
Nel 1973 l'età legale per contrarre matrimonio venne innalzata a 18 anni per le donne (dai 15 anni stabiliti nel 1931). Nel 1977, 2 anni prima della Rivoluzione, venne regolamentato l'aborto su richiesta con una legge, che venne in seguito abrogata nel 1979.
Il sistema politico dello Scià era comunque vessatorio, obbligando il Paese a un'occidentalizzazione in qualche modo forzata dove la maggioranza degli iraniani si sentiva comunque non rappresentata.
Molte furono le donne che si ribellarono, opponendo una forma di resistenza passiva: cambiarono così, in segno di protesta, il loro modo di abbigliarsi occidentale ed indossarono un mantello lungo e largo che copriva tutto il corpo, avvolgendo poi la testa in un grande foulard.
Quando esplose la rivolta di popolo, ispirata dall'ayatollah Rūḥollāh Khomeynī, le donne di ogni estrazione sociale sfilarono in prima fila opponendosi al regime dello Scià, a volte utilizzando proprio lo chador come metafora della ribellione. Questo fu utilizzato dal nascente regime islamico come simbolo di legittimizzazione del proprio potere.
Il 16 gennaio 1979 lo Scià fu costretto a fuggire per evitare un bagno di sangue tra i suoi sostenitori e i rivoluzionari, rimanendo tuttavia al potere fino all'11 febbraio.

Dopo il Referendum che si tenne tra il 30 e il 31 marzo 1979, riguardante la decisione di scegliere tra Monarchia e Repubblica, e dopo la conferma del 99% degli aventi voto di scegliere la seconda opzione, il 1º aprile venne proclamata la Repubblica Islamica. 

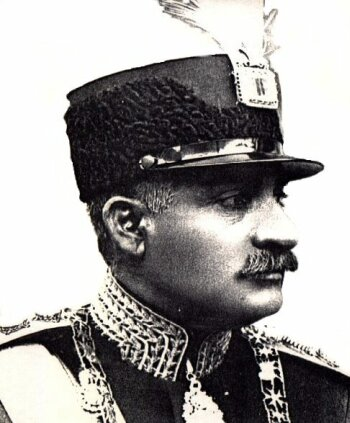
Reza Pahlavi

## Le donne sotto il regime di Khomeini (1979-1989)

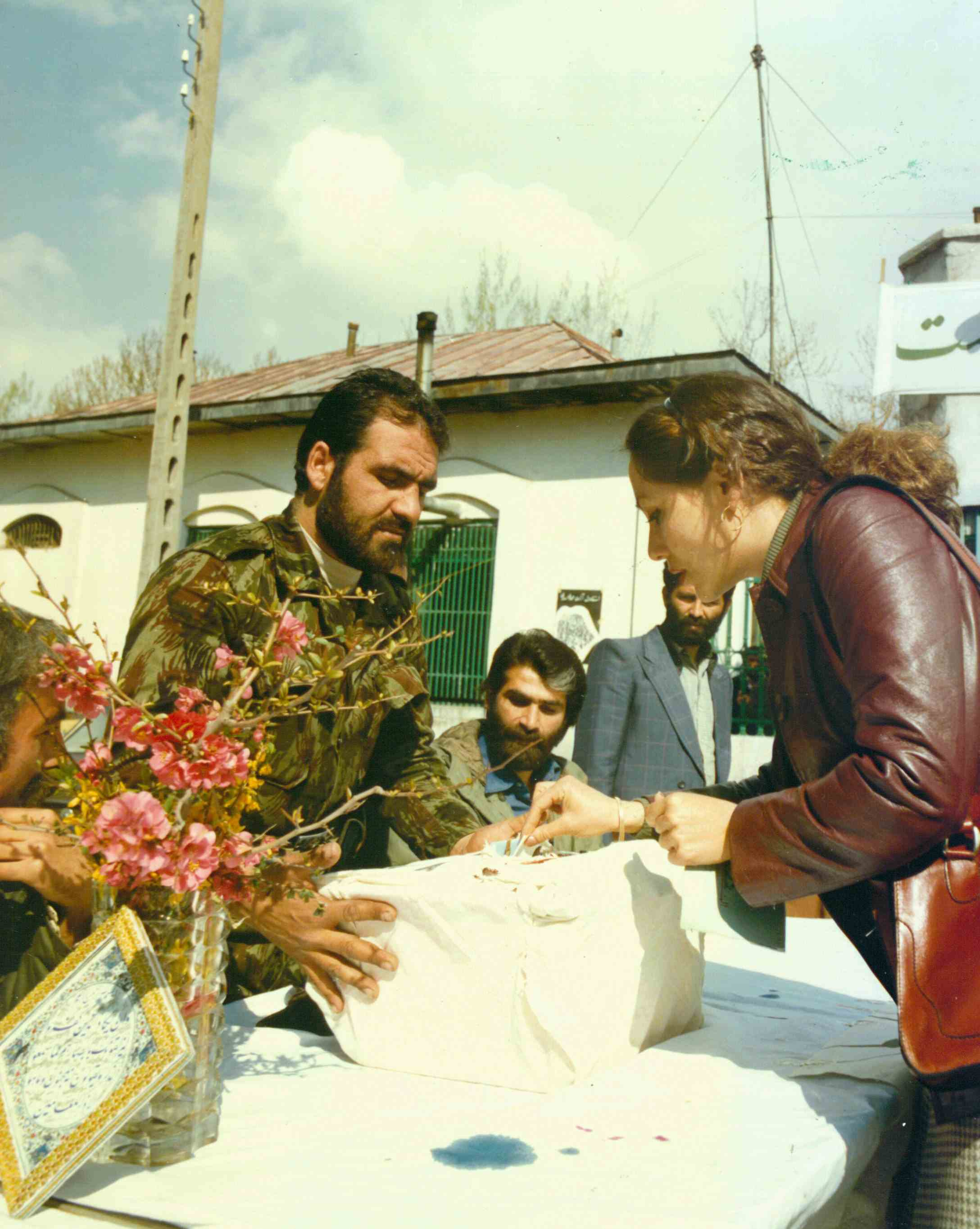
Donna iraniana partecipa al referendum del 30 e 31 marzo 1979

### Dopo la Rivoluzione iraniana (1979)
L'ayatollah Khomeini era decisamente contrario all'occidentalizzazione inaugurata dalla dinastia Pahlavi, poiché sosteneva che una politica sviluppata in quel senso avrebbe allontanato la popolazione dai princìpi del Corano.
Per questo motivo, prima ancora che venisse proclamata la Repubblica Islamica, già il 26 febbraio 1979 l'ufficio di Khomeini annunciò che le riforme del codice di famiglia sarebbero state abrogate il prima possibile, cosa che avvenne il giorno seguente.
Dal 28 febbraio i tornei femminili nel paese vennero, uno per volta, annullati, limitando quindi, sin da subito, la partecipazione femminile nel mondo dello sport.
Nel mese di marzo 1979 Khomeini cominciò ad annunciare una nuova serie di misure restrittive della libertà delle donne: il 2 marzo alle donne s'impedì l'accesso alla facoltà di giurisprudenza e tutte le giudici furono private del loro incarico.
Il 7 marzo annunciò che tutte le donne avrebbero dovuto indossare il velo se avessero voluto lavorare e/o uscire di casa.
Nonostante tale decisione, il giorno dopo, durante la festa della donna dell'8 marzo 1979, 100mila donne scesero in piazza a Tehran per protestare contro la neonata legge sull'obbligo del velo. 3000 di loro scesero in piazza senza velo anche a Qom, la città santa dell'Iran.
Alla protesta parteciparono anche tantissime donne velate, che avevano partecipato alla Rivoluzione in chador o in hijab, le quali però non si aspettavano che questa legge venisse imposta ingiustamente a tutte le donne.
La protesta venne interrotta dai fanatici islamici e da donne in chador che finirono per scontrarsi con le donne in protesta, riempendosi di insulti a vicenda e lanciandosi addosso pietre, bastoni e bottiglie rotte.
Dopo le proteste, conclusesi il 14 marzo, la legge venne momentaneamente ritirata. Khomeini allora affermò semplicemente che le donne avrebbero dovuto mantenere un abbigliamento modesto.
In diversi paesi, come in Egitto, in Francia od in Germania, molte donne si unirono in proteste di solidarietà per le iraniane.
Il 22 maggio 1979 una donna venne per la prima volta fustigata in pubblico per la mancata osservanza delle leggi coraniche.
Nella celebre intervista della Fallaci all'ayatollah Khomeini del 26 settembre 1979, dopo che la giornalista gli chiese il motivo per cui pretendesse l'obbligo del velo egli rispose: Le donne che hanno fatto la Rivoluzione erano e sono donne con la veste islamica, non donne eleganti e truccate come lei che se ne vanno in giro tutte scoperte trascinandosi dietro un codazzo di uomini. Le civette che si truccano ed escono per strada mostrando il collo, i capelli, le forme, non hanno combattuto lo Scià. Non hanno mai fatto nulla di buono quelle. Non sanno mai rendersi utili: né socialmente, né politicamente, né professionalmente. E questo perché, scoprendosi, distraggono gli uomini e li turbano. Poi distraggono e turbano anche le altre donne (...). Se la veste islamica non le piace, non è obbligata a portarla. Perché la veste islamica è per le donne giovani e perbene.

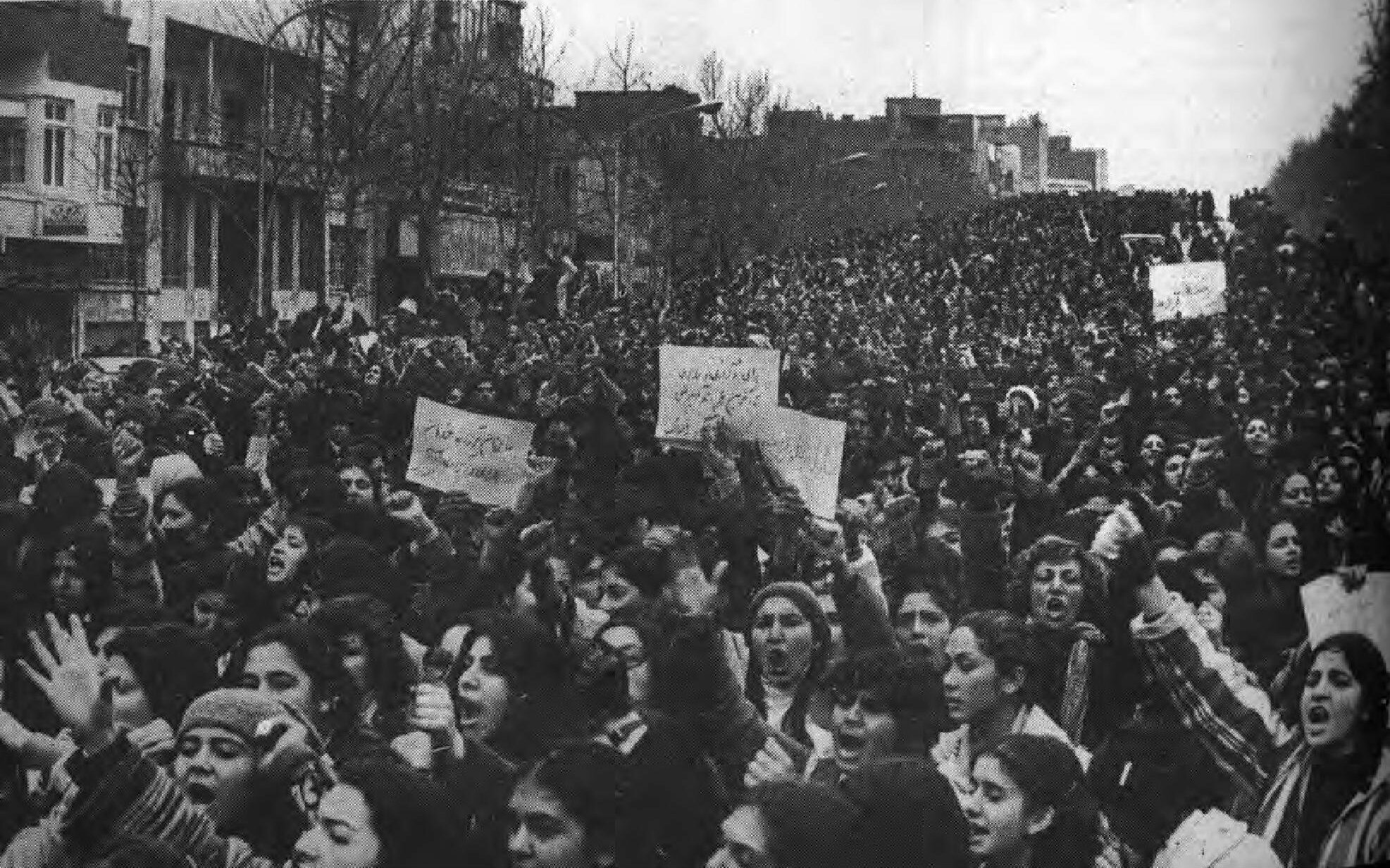
Donne iraniane protestano contro l'obbligo dell'hijab l'8 marzo 1979

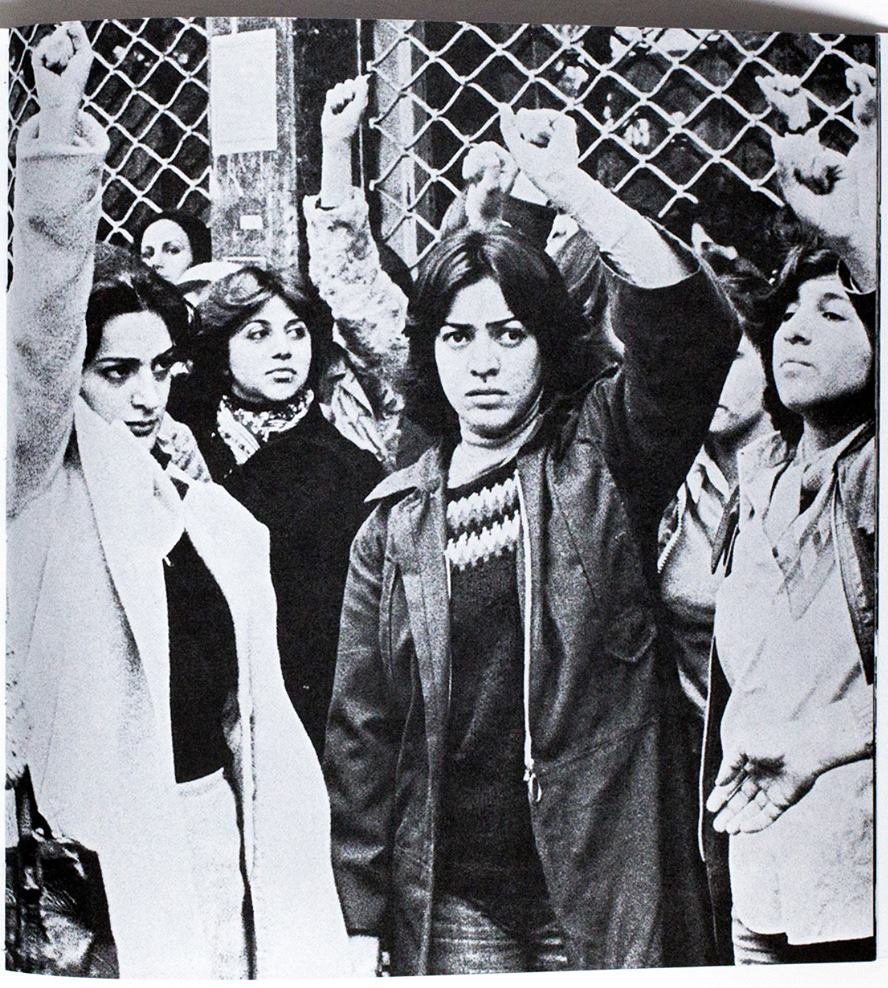
Donne protestano a Tehran 8 marzo 1979

### Anni '80
Dopo che però vennero eliminate le aree più liberali e i dopo che i conservatori presero il controllo del paese, il velo venne pian piano imposto a tutte le donne.
Nonostante le proteste contro l'obbligo del velo, già dal 3 febbraio 1980 alle dottoresse ed alle infermiere venne imposto di indossare, almeno al lavoro, l'hijab.
Con l'Islamizzazione degli uffici avvenuta a partire dal luglio seguente alle donne che si presentarono al lavoro sprovviste di velo non venne data loro l'autorizzazione a presentarsi al lavoro, venendo bandite dal lavoro e rischiando il licenziamento.
Nell'anno 1980, tra le strade, le donne sprovviste di velo incominciarono ad essere attaccate dagli estremisti. Avvennero nuove proteste da parte delle femministe, ma questa volta senza successo.
Nel luglio 1981, un editto impose alle donne di indossare il velo in luoghi pubblici e venne loro vietato di entrare negli stadi (divieto che venne ampiamente modificato solo 38 anni dopo, nel 2019).
Nell'agosto 1983 il mancato utilizzo del velo divenne reato ufficialmente, introducendo 74 frustate (o l'imprigionamento da un mese a un anno) per tutte le donne che non si fossero velate, sia per le donne residenti in Iran che per le straniere.
L'hijab (dal termine arabo coprire), doveva essere adesso indossato da tutte le donne a partire dai 9 anni di età: i capelli ed il corpo ad eccezione della faccia e delle mani, dovevano essere adesso coperti.
È stato loro inoltre proibito l'uso di cosmetici e sorridere per strada per diversi anni. Le guardie furono autorizzate a rimuovere il rossetto tramite una lametta.
Moltissime donne vennero arrestate, in maniera anche violenta, dalla polizia religiosa e condannate a un anno di reclusione.
Per un periodo di tempo alle donne venne nuovamente negato l'accesso all'istruzione superiore e fu proibito il lavoro senza il consenso del marito.
Per quanto riguarda il matrimonio, già nel 1979 vennero abolite le leggi del 1967 e del 1975, le quali proteggevano la donna dalla poligamia, venne soppressa la custodia dei figli in caso di divorzio per diversi anni (la legge sul divorzio venne infatti pesantemente modificata, divenendo unilaterale per l'uomo); l'età legale nella quale le ragazze potevano sposarsi venne ripristinata a 9 anni (età del consenso).
Nel 1982 l'adulterio tornò punibile con la pena di morte, tramite lapidazione (che venne in seguito abolita ma poi ripristinata nel 2006).
La poligamia tornò quindi legale: gli uomini potevano (e possono tuttora) avere fino a 4 mogli ed un numero illimitato di mogli temporanee, in base all'istituto della mutʿa al-nisāʾ, ammesso dal solo Sciismo ma non dal predominante Sunnismo nell'Islam.
Il potere di prendere tutte le decisioni riguardanti la famiglia, inclusa la libertà di movimento delle donne e la custodia dei figli, spettava solo ed esclusivamente all'uomo.
Nel 1985 venne definitivamente vietato alla donna di viaggiare da sola senza l'autorizzazione del marito.
Sempre nell'intervista della Fallaci, alla richiesta sul perché della poligamia, Khomeini rispose: La legge delle quattro mogli è una legge molto progressista ed è stata scritta per il bene delle donne in quanto le donne sono più numerose degli uomini: nascono più donne che uomini, le guerre uccidono più uomini che donne. Una donna ha bisogno di un uomo, e cosa dobbiamo fare visto che al mondo vi sono più donne che uomini? Preferisce che le donne in avanzo diventino puttane oppure che sposino un uomo con più mogli? Non mi sembra giusto che le donne sole diventino puttane perché mancano gli uomini. E dico: anche nelle condizioni difficili che l’Islam impone a un uomo con due o tre o quattro mogli, uguale trattamento e uguale affetto e uguale tempo, questa legge è migliore della monogamia.
Tuttavia tra i cambiamenti positivi dalla Rivoluzione Islamica del 1979, il tasso di alfabetizzazione femminile aumentò più del doppio rispetto a prima.
In ambito politico Azam Taleghani e Gohar Dastgheib furono le uniche due donne membri dell'Assemblea Consultativa Islamica del 1980. La quota salirà a quattro nel 1984 e a otto nel 1992.

### Anni '90
Dopo l'abolizione della legge regolamentativa sull'aborto, venne emessa una sentenza, che autorizzava le donne ad abortire solo in caso di pura necessità. Tuttavia fu solo dal 15 giugno 2005, che venne concesso che una donna potesse abortire solo se la gravidanza comportasse un pericolo per la donna. In tutti gli altri casi (stupro, malformazioni, etc) l'aborto non è consentito.
Nel 1995 Shahla Habibi divenne la prima donna consigliera del Presidente.

## Le donne sotto la presidenza di Khatami (1997-2005)
Quando il 2 agosto 1997 Mohammad Khatami fu eletto Presidente, vennero introdotte le nuove leggi e adottate nuove severe politiche sia nel campo dell'istruzione che della sanità che avevano come obiettivo quello di segregare donne e uomini.
Nello stesso anno alcuni membri del parlamento suggerirono l'attuazione di alcune misure restrittive che trasformassero le scuole femminili in "zone vietate agli uomini" implicando la condizione che tutti i componenti del corpo docente e del personale fossero donne.
Nonostante le svariate leggi conservatrici applicate in quel periodo, sempre nel 1997 Masoumeh Ebtekar diventa la prima donna vicepresidente dell'Iran, fino al 3 agosto 2005.
A partire dal settembre 1999 alle insegnanti donne fu impedito l'accesso in aule maschili e, viceversa, agli insegnanti uomini fu vietato l'accesso alle classi femminili.
Anche nel campo della sanità furono applicate misure disgregative, e nell'aprile del 1997 il Parlamento approvò una nuova legge secondo la quale gli ospedali dovevano separare, a seconda del sesso, tutti i servizi ospedalieri.

## Le donne al giorno d'oggi

### Donne in politica
Il 9 agosto 2009 Marzieh Vahid-Dastjerdi diventa la prima donna a ricoprire la carica di ministro nel periodo della Repubblica (in carica fino al 31 marzo 2013); è l'unica donna finora ad aver ricoperto la carica di ministro nel periodo repubblicano.
Il 9 agosto 2017 Hassan Rouhani ha nominato tre donne come vice presidenti dell'Iran, di nuovo la Ebtekar (per la terza volta, in quanto già per la seconda volta vice presidente dal 2013), Laya Joneydi e Shahindokht Mowlaverdi (fino al 24 novembre 2018). L'incarico di Ebtekar e di Joneydi è terminato il 1º settembre 2021.
L'8 novembre 2015 Marzieh Afkham diventa la prima donna ambasciatrice dalla nascita della Repubblica Islamica, seconda solo a Mehrangiz Dowlatshahi, ambasciatrice in Danimarca dal 1º marzo 1975 al 1º marzo 1979.
Nel governo di Raisi, formatosi il 3 agosto 2021, vi è solo una donna al suo interno, Ensieh Khazali, vicepresidente del gabinetto per gli affari femminili e sociali dal 1º settembre 2021. Nell'aprile 2022 la ministra ha incoraggiato pubblicamente i matrimoni precoci.

### Codice di abbigliamento

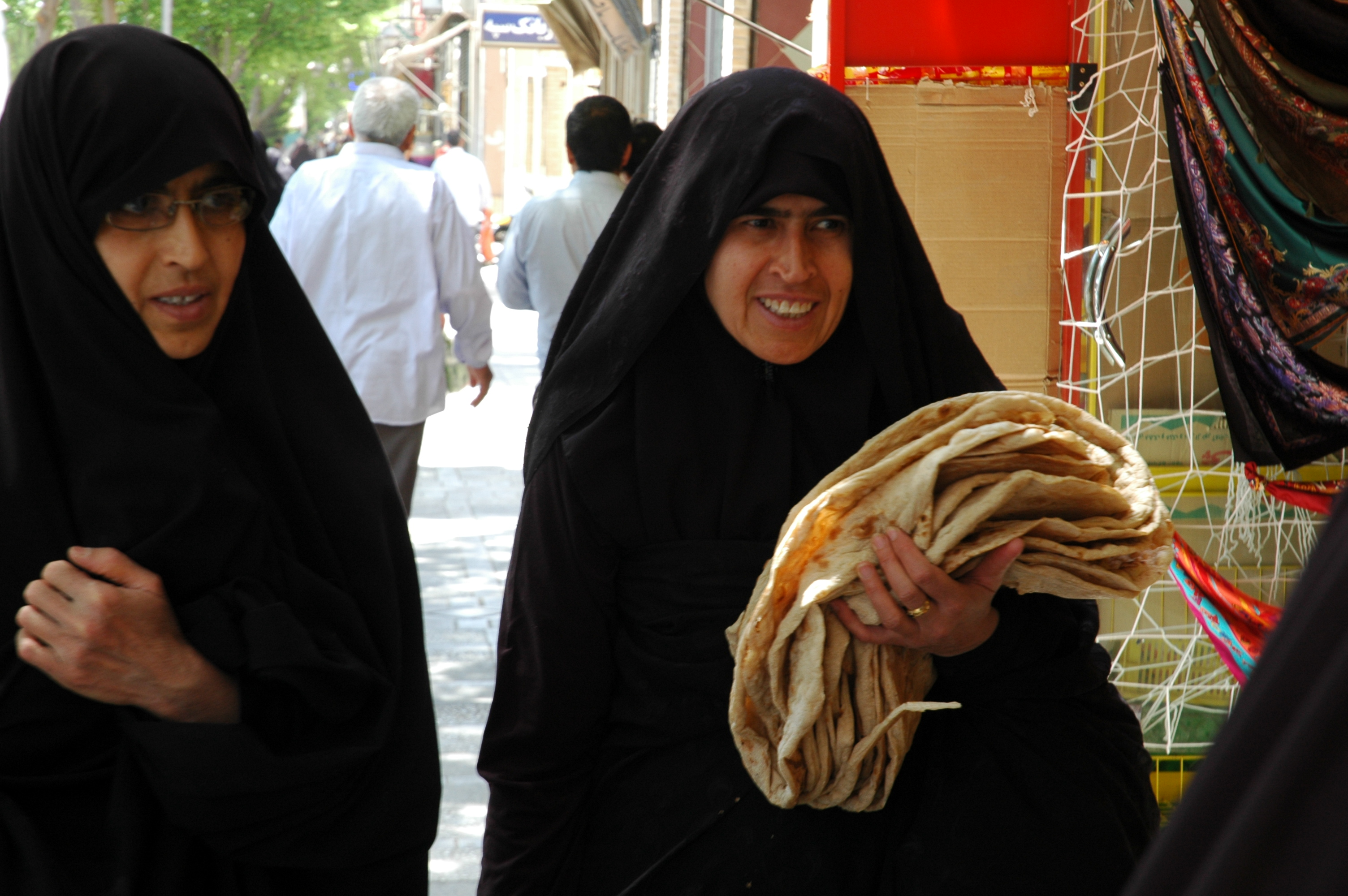
Donne a Yazd

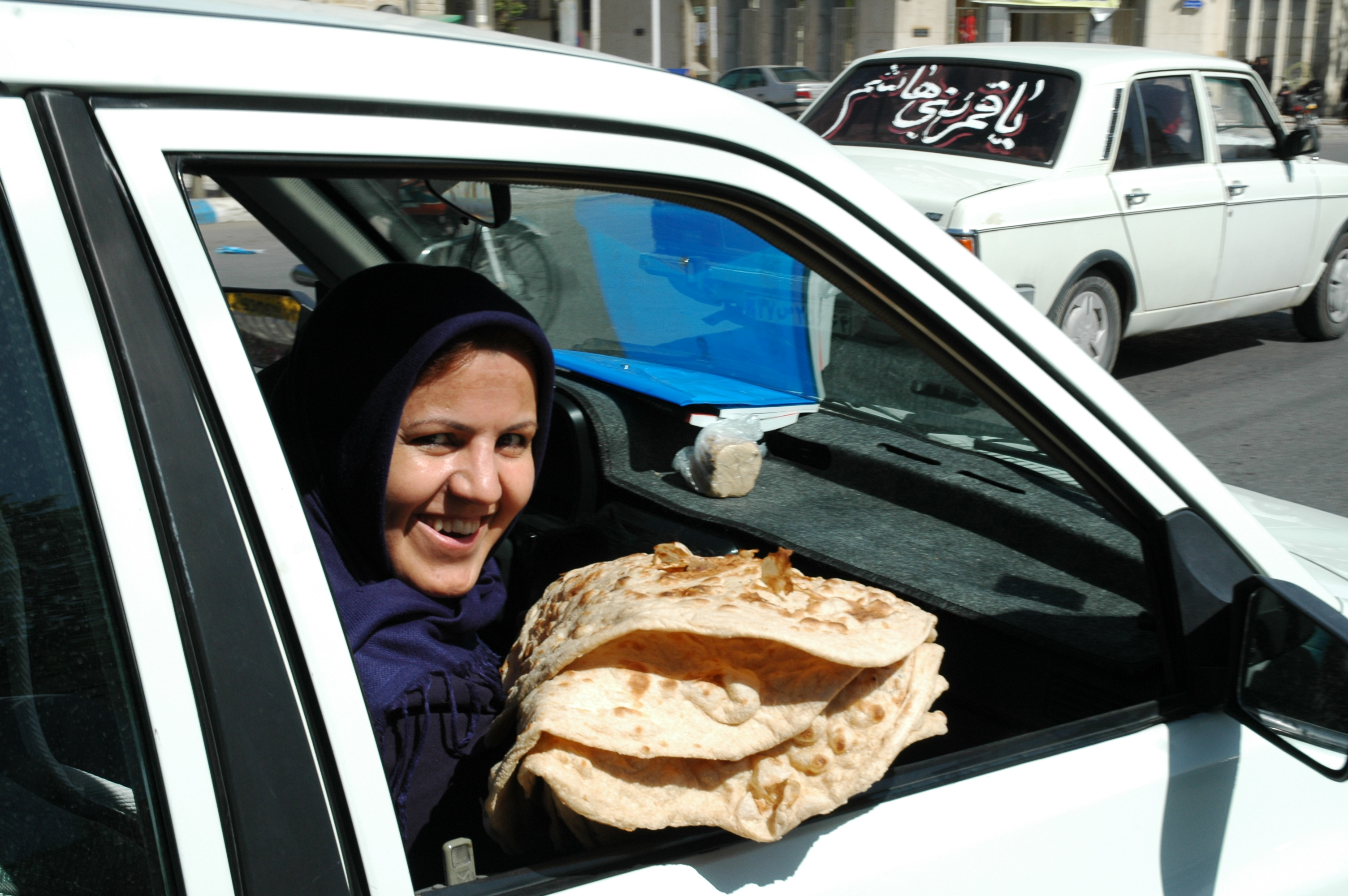
Donna a Yazd

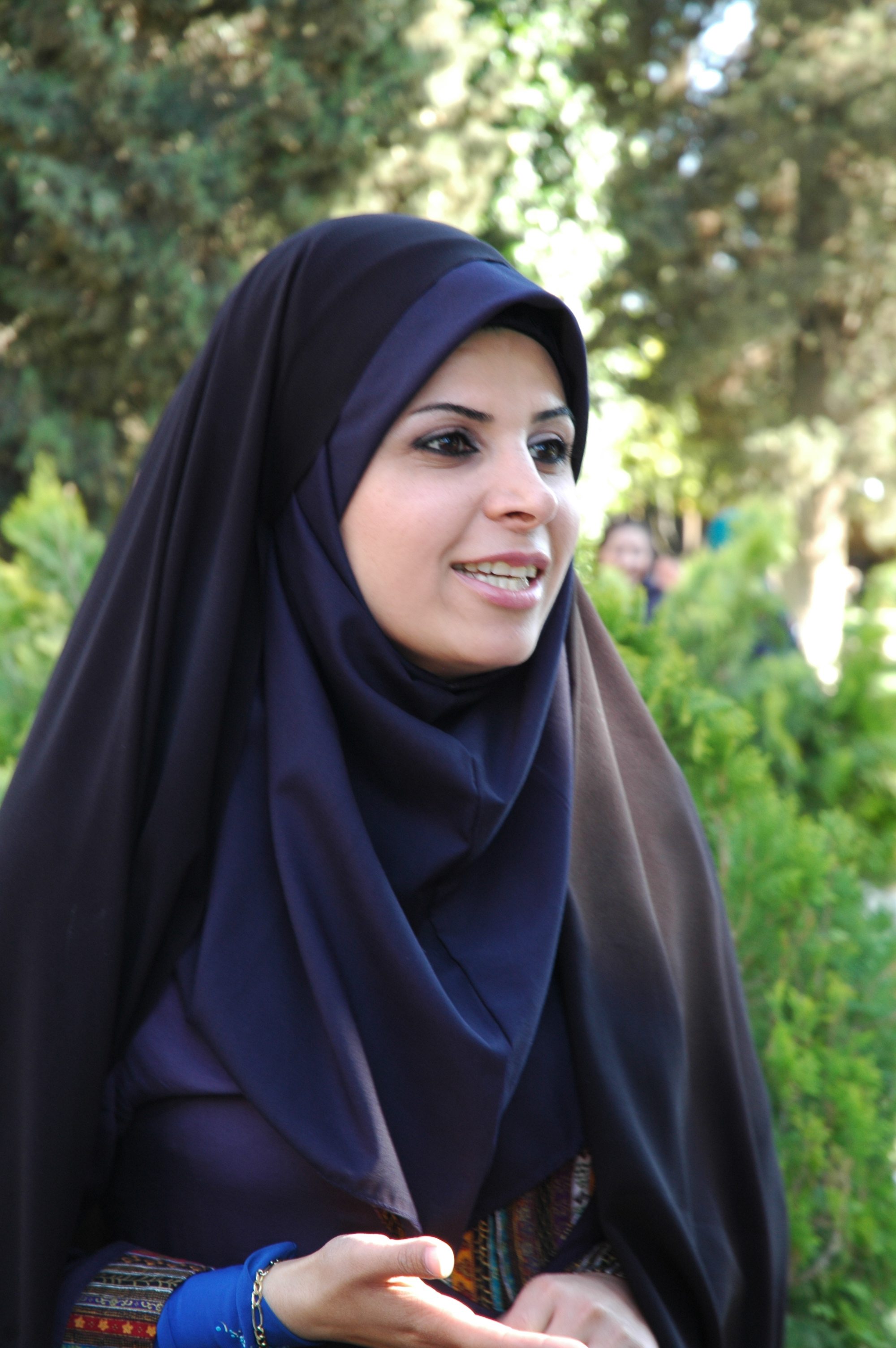
Donna alla Tomba di Hafez, Shiraz

È comune vedere in luoghi pubblici (soprattutto nella capitale Teheran) giovani donne con hijab che coprono solo una parte del capo lasciando scoperti gran parte dei capelli, con costumi considerati occidentali come jeans (a patto che non siano troppo aderenti e che siano lunghi), gonne eleganti (a patto che siano lunghe fino alla caviglia), trucco, pantaloni sblusati e maglioncini (a maniche lunghe e non troppo aderenti). In caso si indossino dei leggings o pantaloni troppo aderenti, le donne optano per indossare delle leggere tuniche che coprano il fondoschiena in modo da non essere richiamate dalla polizia religiosa.

Le ragazze però devono ancora coprire i capelli con il velo. Secondo la legge islamica vigente in Iran, per le donne è obbligatorio indossare l'hijab. Le donne, coprendosi i capelli, portano avanti un dovere morale, poiché attraverso l'hijab mantengono sotto controllo gli "istinti peccaminosi" di loro stesse e degli uomini connazionali. 

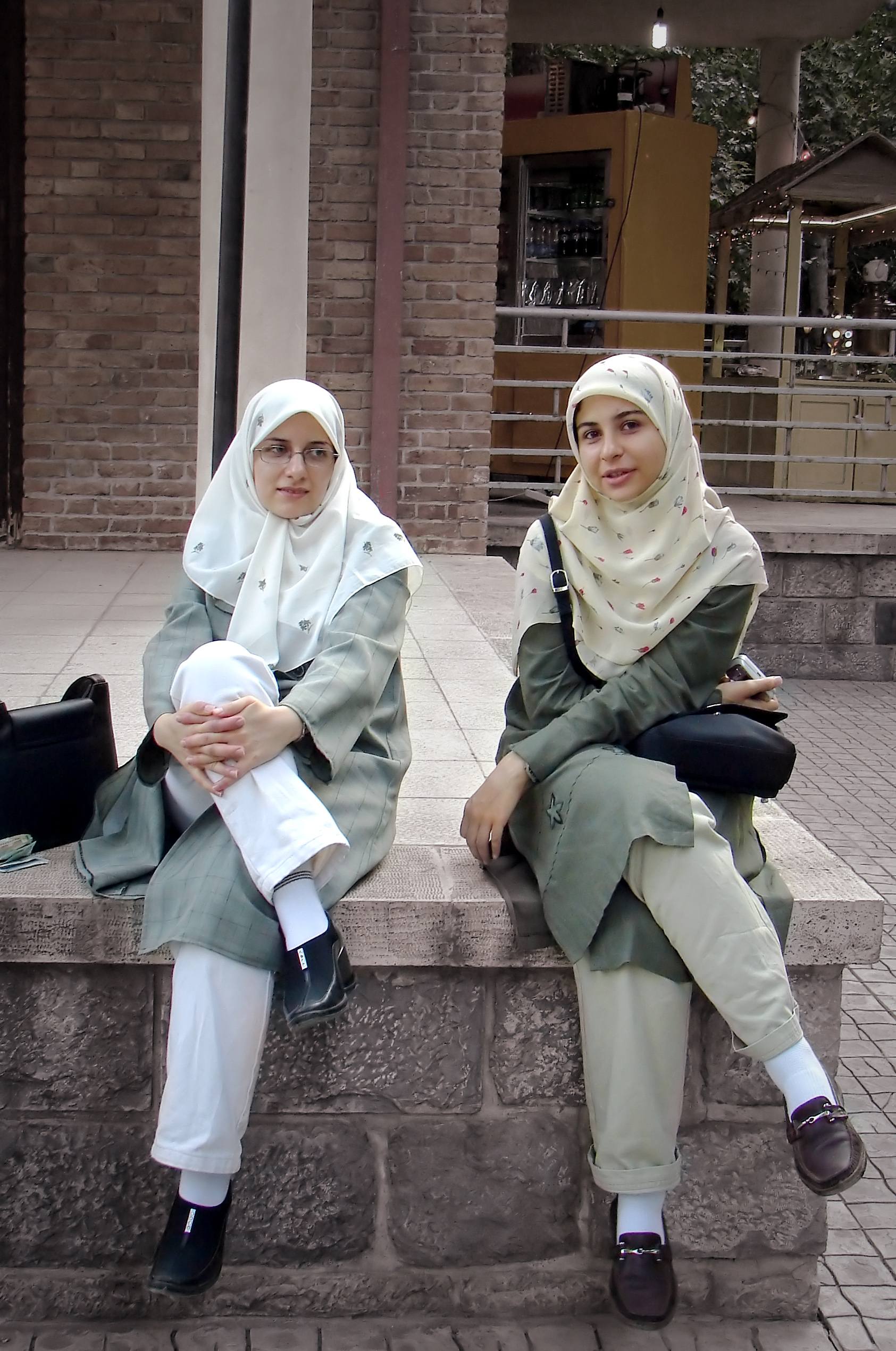
Donne iraniane (2009)

 A causa di queste imposizioni riguardanti la sfera morale e privata, negli ultimi anni sono nati movimenti di protesta. Di conseguenza, il clima quotidiano di intimidazione nei confronti delle donne è aumentato; come testimoniano i video che stanno circolando sui social media, vi sono sempre più squadre filo-governative intente a far rispettare rigorosamente le leggi sull'obbligo del velo.
Questa norma è valida a partire dai nove anni d'età, anche se nella prassi le autorità iraniane richiedono che si rispetti la norma dai 7 anni in su. Per coloro che violano la norma sono previste una multa da pagare in contanti o un periodo di detenzione che varia dai 10 giorni a due mesi.
Proprio per l'emancipazione femminile le autorità hanno inasprito la repressione sulle donne che negli ultimi anni protestano sempre più contro l'obbligo del velo.

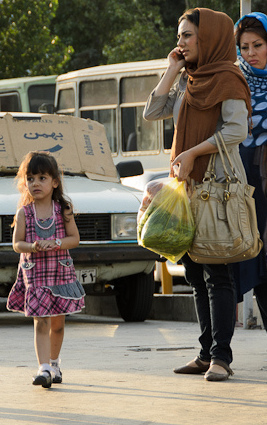
Donne di Tehran (2012)

Il caso più grave è quello della condanna per l'avvocata per i diritti umani Nasrin Sotoudeh, di 55 anni, condannata a 38 anni e 148 frustate per "incitamento alla corruzione e alla prostituzione" e "commissione di un atto peccaminoso (…) essendo apparsa in pubblico senza il velo".
Queste alcune prove a sostegno delle accuse: essersi opposta all'obbligo del velo, aver effettuato visite in carcere senza il velo, aver assunto la difesa di donne che avevano protestato contro l'obbligo del velo, essersi fatta intervistare sui violenti arresti e sull'imprigionamento di donne che avevano protestato contro l'obbligo del velo e aver collocato fiori nel luogo dove una donna era stata violentemente arrestata le sono costati l'arresto, il quale ha scatenato numerosissime proteste da tutti i media internazionali. Sotoudeh è stata rilasciata il 7 novembre 2020 con l'annullamento della pena.
Vida Movahedi, un'altra difenditrice dei diritti umani, è stata arrestata il 29 ottobre 2018 dopo essersi mostrata senza velo in un luogo pubblico.
Vida è nota come la prima "ragazza di via della Rivoluzione" per aver protestato nella nota strada di Teheran togliendosi il velo, appendendolo a un bastone e sventolandolo.
Il suo pacifico atto di resistenza ha ispirato molte donne a protestare nello stesso modo in luoghi pubblici di tutto l'Iran e Vida è stata condannata ad un anno di carcere colpevole di «fomentare corruzione e dissolutezza». La giovane è stata rilasciata nel maggio 2019 dopo molte proteste.

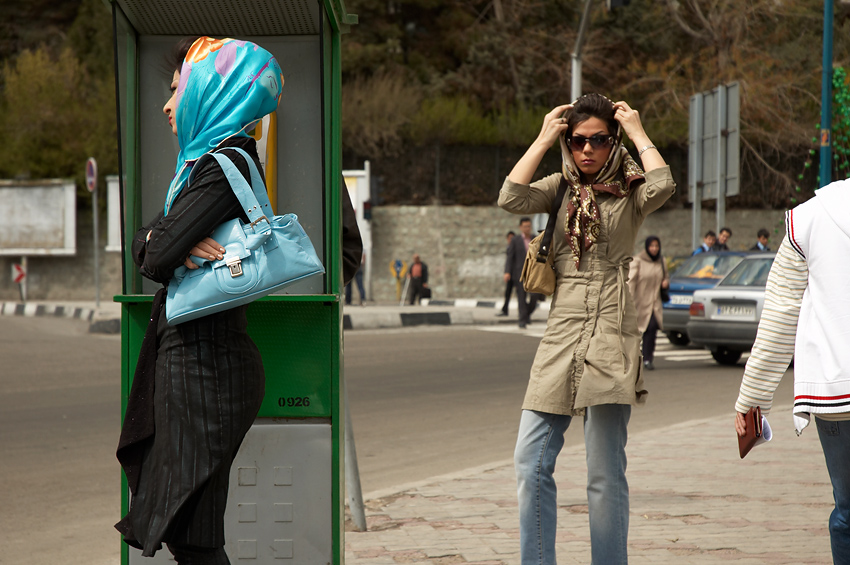
Donne in hijab moderno, Iran 2007

Secondo quanto dichiarato da Magdalena Mughrabi, una responsabile di Amnesty International "le leggi sul velo forzato dell'Iran sono una flagrante violazione ai diritti delle donne iraniane alla libertà di espressione, culto e religione"; questo in seguito ai vari arresti del 2019 di donne che hanno pacificamente protestato contro l'imposizione, e tra le arrestate vi sono Yasaman Aryani e Monireh Arabshahi, oltre alla già citata Vida Movahedi.

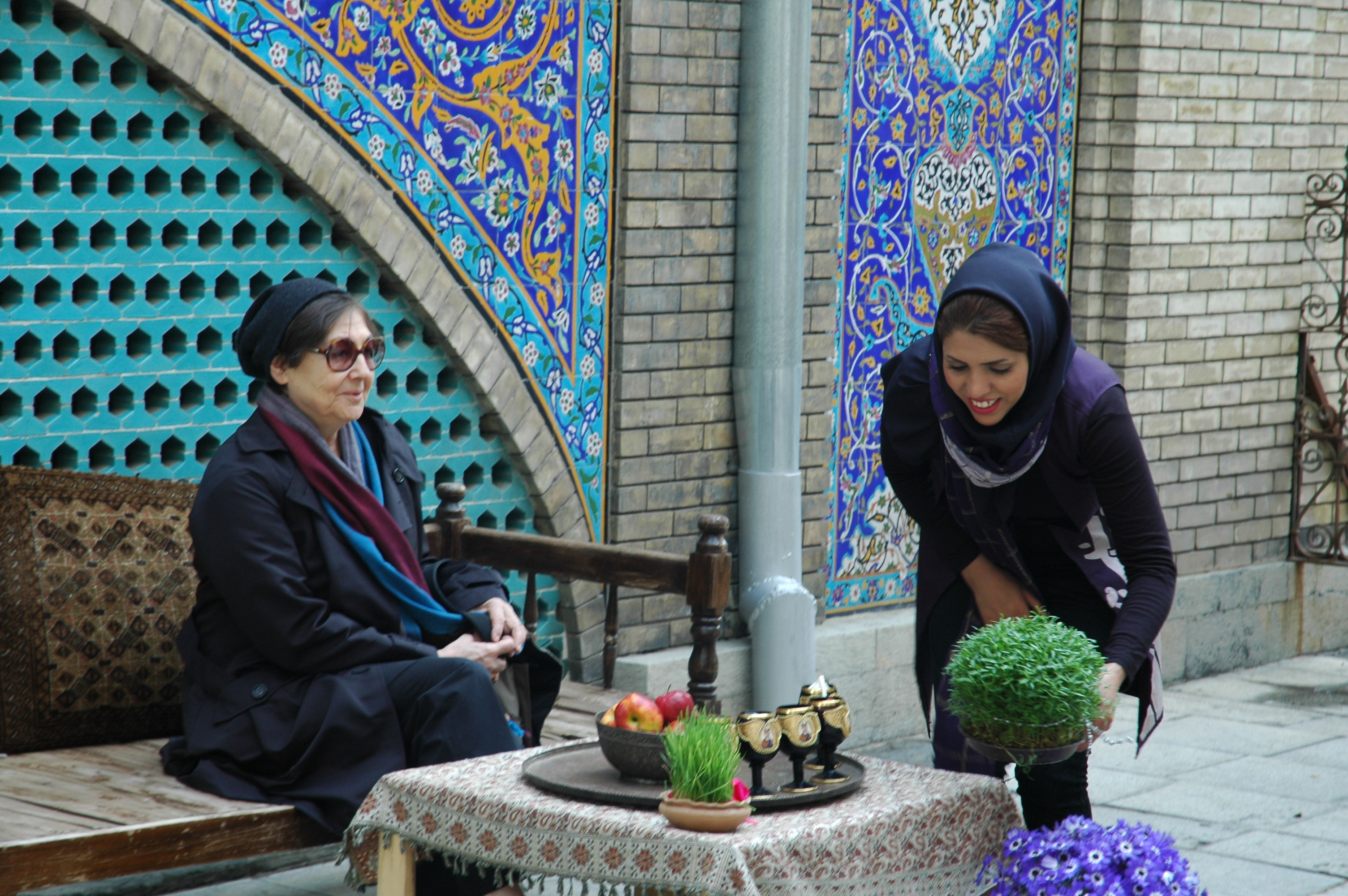
Signore a capo coperto in abiti tradizionali

Un'altra attivista per i diritti umani, Saba Kordafshari (nata nel 1998) nel 2019 è stata condannata a 24 anni di prigione per la sua attività, incluse le proteste contro l'imposizione del velo.
Già in precedenza, nel 2018, molte donne anonime hanno inscenato proteste togliendosi il velo, e sono stati creati tag come #Where_Is_She? come testimoniato da immagini apparse sui social media, e in conseguenza di questo sia donne che almeno un presente che aveva fotografato la scena sono stati arrestati.
Nel gennaio 2019 il vice-Presidente del parlamento ha aperto ad un possibile referendum sull'hijab obbligatorio. Tuttavia molte femministe si sono opposte all'idea di un possibile referendum, protestando contro il controllo degli uomini sulle loro scelte.
L'obbligo del velo vede anche l'opposizione di molti uomini, in particolare di giovani iraniani che sembrano intenzionati a cambiare la mentalità del paese (meno conservatrice rispetto a prima), i quali hanno aderito a una campagna di sensibilizzazione contro l'obbligo del velo chiamata #meninhijab.

### Discriminazioni
Attualmente le donne non hanno il diritto di cantare (se non accompagnate da un duetto con un uomo), di ballare, di recarsi negli stadi (eccetto per le partite della nazionale), di ricevere un'eredità adeguata, di vestirsi come vogliono (con l'obbligo di indossare l'hijab) e di viaggiare all'estero da sole (se sposate).
L'età di una donna è di 9 anni per essere considerata penalmente responsabile. La pena di morte per le donne è prevista per l'adulterio.
Il 10 ottobre 2019, più di 3.500 donne hanno assistito alle partite nello stadio Azadi per le qualificazioni della squadra iraniana ai Mondiali di calcio.
L'8 ottobre 2020 Narges Mohammadi, una delle più importanti attiviste per i diritti umani dell'Iran, è stata rilasciata dalla prigione di Zanjan. Sostenitrice dell'abolizione della pena di morte, vicepresidente del Centro per i difensori dei diritti umani, Narges Mohammadi era stata arrestata nel maggio 2015 e condannata a 10 anni per "fondazione di un gruppo illegale" a causa di alcune interviste rilasciate alla stampa internazionale e l'incontro avvenuto un anno prima con l'alta rappresentante dell'Unione Europea per gli affari esteri e la politica di sicurezza.

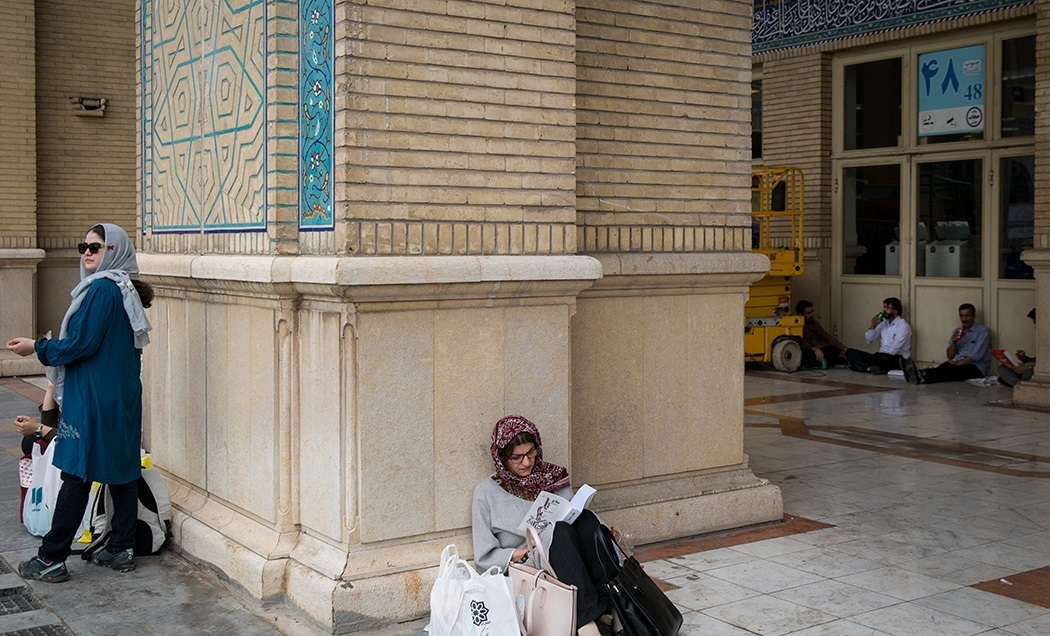
Donne iraniane (2018)

Il 3 gennaio 2021 un progetto di legge che tutela le donne vittime di violenza è stato approvato dal governo di Rohani; la proposta deve ancora essere votata dal parlamento, dove sarà più difficile la sua completa approvazione.

### Leggi a tutela delle donne
Nel mese di maggio 2019 il Parlamento iraniano ha approvato una legge che consente alle madri sposate con cittadini stranieri di trasmettere la cittadinanza ai figli. La norma, che riguarda migliaia di persone, viene presentata come un significativo passo avanti per i diritti delle donne in Iran. Nell'ottobre 2019 la norma è diventata effettiva.
Tuttavia la nuova legge prevede che le donne presentino domanda formale affinché i loro figli ottengano la cittadinanza e in ogni caso questi devono sottoporsi a un controllo di sicurezza da parte del ministero dell'Intelligence prima della concessione della cittadinanza.

Secondo Amnesty International, nel suo rapporto del 2019, "le donne hanno continuato ad affrontare una radicata discriminazione sia nell'ambito del diritto di famiglia sia del codice penale, in relazione a questioni come matrimonio, divorzio, impiego, eredità e assunzione di cariche politiche. Le autorità non hanno ancora inserito nel codice penale il reato di violenza contro donne, compresa la violenza domestica e i matrimoni precoci e forzati, che sono rimasti una pratica diffusa. La magistratura ha indebolito un progetto di legge lungamente atteso per proteggere le donne contro la violenza, che a settembre è stato rivisto e mandato alla commissione affari legislativi del governo per un ulteriore riesame. Le autorità hanno intensificato il loro giro di vite nei confronti di attiviste per i diritti delle donne impegnate in campagne contro la legge discriminatoria che prevedeva l'obbligatorietà del velo, condannandone alcune a pene detentive e alla fustigazione per accuse come "promozione e favoreggiamento della corruzione e della prostituzione" e per avere incoraggiato lo "svelamento". Ad aprile (2019), le autorità di polizia hanno inviato un messaggio telefonico alle donne accusate di aver tolto l'hijab mentre erano alla guida di un veicolo, convocandole per ritirare un avviso ufficiale secondo il quale le loro auto sarebbero state sequestrate se lo avessero fatto nuovamente".

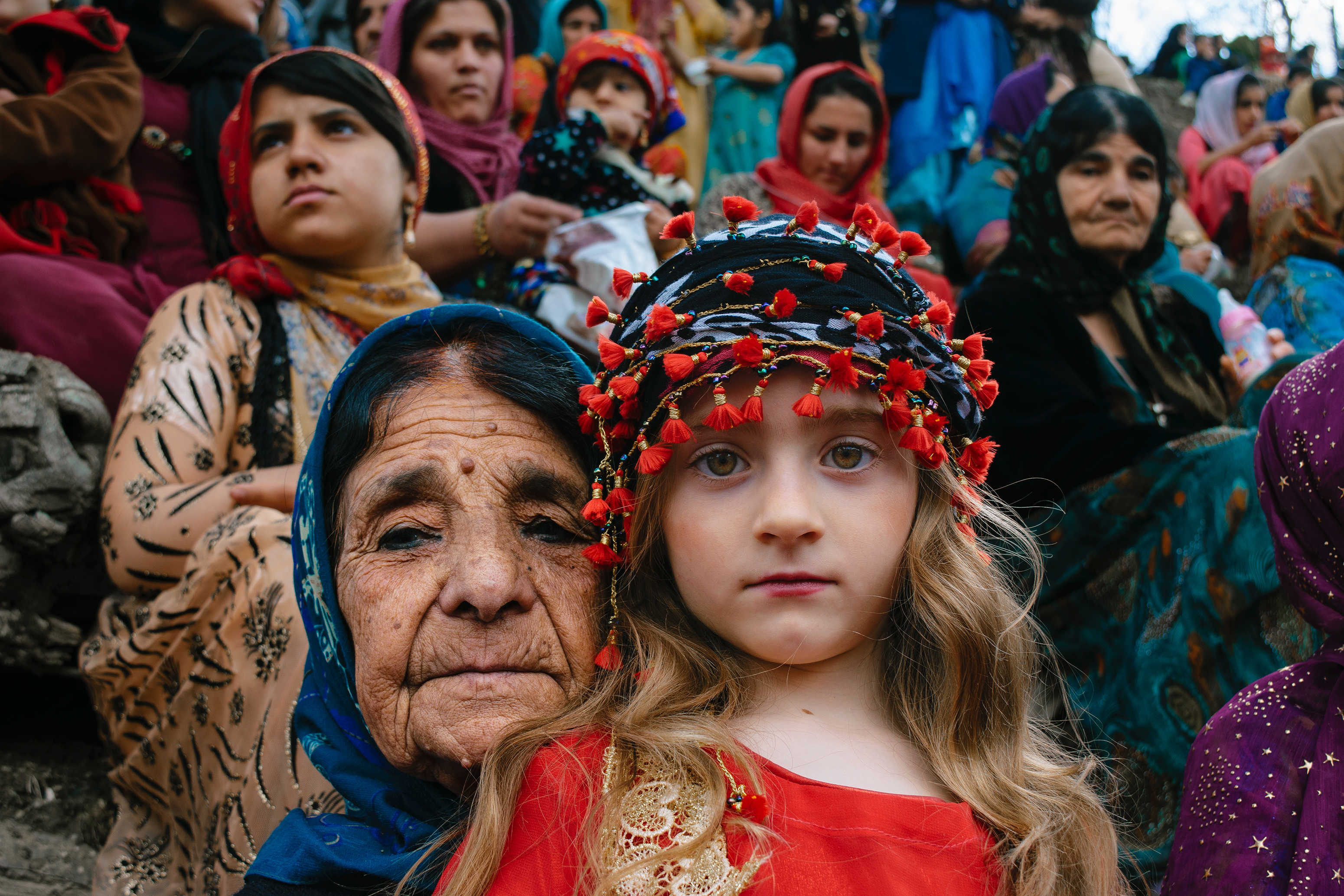
Donne iraniane in Kurdistan, Iran

Nel settembre 2019 alle donne è stato concesso di recarsi negli stadi, ma solo per quanto riguarda le partite della Nazionale.

Sotto la presidenza Rohuani, sono state impiccate 106 donne. Frequenti le esecuzioni di donne che passano ad almeno 12 nel 2017 dalle 10 del 2016 secondo le notizie raccolte; tra queste notizie di tre provengono da canali ufficiali (2 per reati di natura sessuale e 1 per omicidio) mentre le altre nove hanno fonti non-ufficiali (5 per omicidio e 4 per droga).

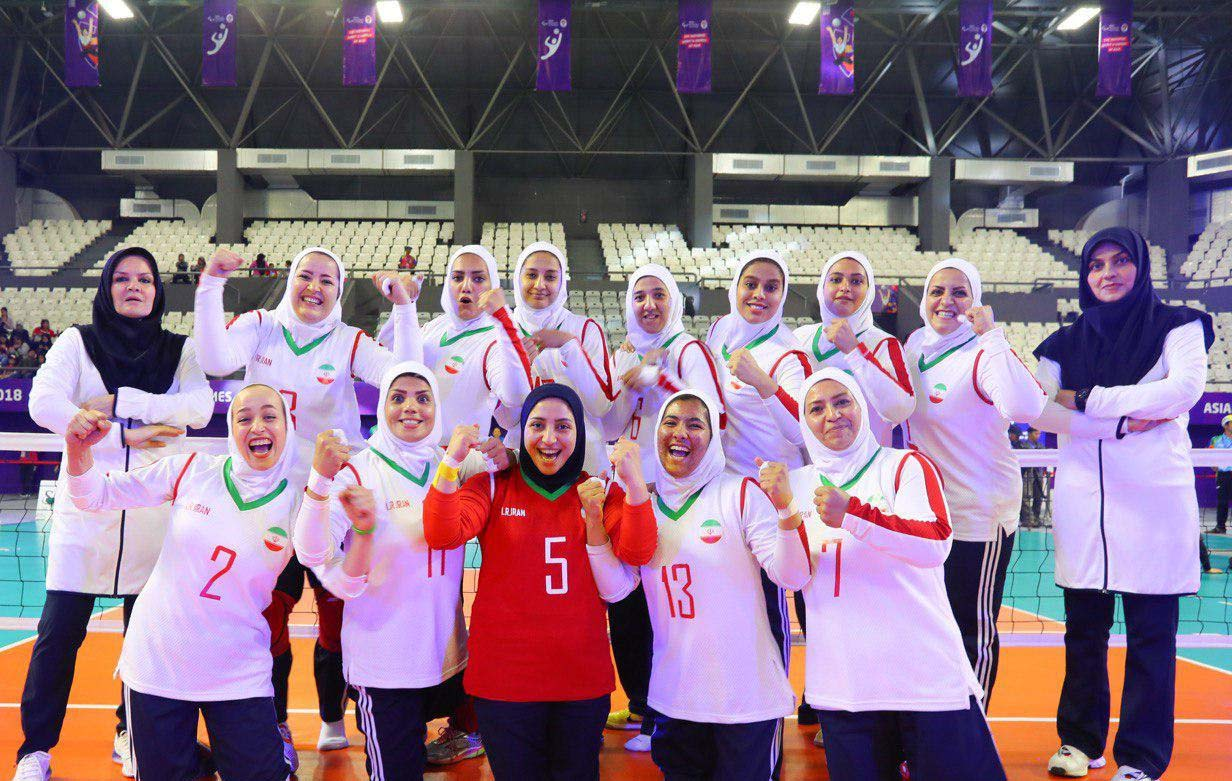
Donne calciatrici iraniane

Nel 2021 delle spie iraniane sono state accusate di tentato rapimento dell'attivista iraniana Masih Alinejad, la quale si batte contro l'obbligo del velo.

### La polizia morale
La polizia morale o religiosa è una sottosquadra della Forza Disciplinare della Repubblica iraniana istituita nel 2005 dal Consiglio Supremo della Rivoluzione Culturale su volontà dell’allora Presidente Ahmadinejad. Ufficialmente viene chiamata Gasht-e Ershad, tradotto in italiano come "pattuglie guida".
La loro funzionalità è quella di individuare e fermare i presunti autori di reati contro la morale del Corano, in particolare ciò che riguarda il codice di abbigliamento. Può trattarsi semplicemente di uomini con la barba troppo lunga, ma sono le donne il principale obiettivo dei pattugliamenti. Tra i reati contestati vi sono: l’uso scorretto dell’hijab e l’impiego di rossetti, jeans strappati, gonne troppo corte e abiti non sufficientemente larghi.
Una volta arrestati, i trasgressori vengono scortati dalla Gasht-e Ershad in un “centro di correzione” per sottoporli a una lezione sull’hijab e sui precetti islamici. Solitamente il rilascio avviene il giorno stesso, ma per le donne solo dopo che un familiare maschio giunge sul luogo di detenzione. Oltre alla lezione sull'hijab, vi sono delle punizioni che possono includere anche multe, flagellazioni o carcere. Sono frequenti, inoltre, le denunce di abusi da parte delle donne arrestate.
La polizia religiosa è stata formalmente riconosciuta come una branca della Polizia iraniana dal Presidente del paese Mahmoud Ahmadinejad nel 2005, ma già esisteva prima sotto altro nome. Infatti, con l'Iranian Islamic Revolution del 1979, la legge iraniana ha imposto alle donne del Paese di indossare hijab che coprissero la loro testa e il collo, ma solo negli anni 80 del XX secolo l'Islamic Revolution Committees ha avuto un ruolo di controllo sulla corretta applicazione della decenza di costumi dettata dal Libro Sacro islamico. Da questi anni, l'organo di controllo in questione ha avuto una notevole crescita di componenti, fino ad arrivare a 7.000 unità.
La sottosquadra ha anche una componente femminile, che costituisce solo un quarto dell'intero organo.
In seguito alla vittoria delle elezioni del 2021 da parte degli ultraconservatori, guidati da Ebrahim Raisi, la polizia morale ha messo in atto un controllo ancora più severo. Ma, alla fine del 2022, sono scoppiate delle proteste nei principali centri del Paese e oltre ai manifestanti iraniani, hanno partecipato attivamente a contestare la polizia religiosa, anche gli Stati Uniti e l'Unione Europea, emanando sanzioni nei confronti di essa e del suo leader in carica Ahmad Mirzali.
Nel dicembre del 2022 il procuratore generale Montazeri ha dichiarato che "l'hijab resta importante" e ha specificato che “la magistratura continuerà a vigilare sui comportamenti e ha sottolineato che l'abbigliamento femminile continua ad essere molto importante, soprattutto nella città santa di Qom”.
Ad oggi, non ci sono ancora conferme sull'abolizione della polizia morale.

### Morte di Mahsa Amini
Il 15 settembre 2022 una ragazza di 22 anni, Masha Amini, originaria del Kurdistan iraniano in vacanza con la famiglia a Teheran, è morta dopo diversi giorni di coma, dopo essere stata picchiata a sangue da parte della polizia religiosa a causa del velo indossato in maniera scorretta qualche giorno prima.
La polizia, a seguito del decesso della giovane, ha affermato che la morte fosse dovuta al fatto che Masha avesse avuto un arresto cardiaco. Ciò ha suscitato l'indignazione dell'opinione pubblica nel Paese ed ha comportato una serie di manifestazioni durante il suo funerale.
Decine di donne hanno deciso, durante la protesta, di togliersi il velo e di urlare degli slogan come "morte al dittatore" in riferimento alla figura di Ali Khamenei, leader supremo dal 1989, chiedendo l'abolizione dell'obbligo del velo. Da una protesta di decine di donne, si è arrivati a massicce manifestazioni di massa.
Dopo le numerose proteste, che hanno portato a diversi arresti e morti, il 3 dicembre 2022 il procuratore generale iraniano, Mohammad Jafar Montazeri, ha annunciato che "la polizia morale non ha niente a che fare con la magistratura, ed è stata abolita da chi l'ha creata". I legislatori iraniani sono al lavoro per rivedere, entro due settimane, anche la legge sugli obblighi in materia di abbigliamento.
Il 18 dicembre 2022 una ragazzina di 14 anni è morta dopo essere stata arrestata e violentata per non aver portato il velo a scuola.

## Statistiche recenti
Secondo il rapporto sul divario di genere del 2019 l'Iran occupa il 148º posto su 153 per quanto che riguarda i diritti delle donne, con un ranking di 0,584 su 1,000 (nel 2006 era 108ª con un punteggio di 0,580 su 1,000. La partecipazione economica femminile è passata da 0,359 113ª posizione del 2006 a 0,381 in 147ª posizione nel 2019).
Solo il 17,9% delle donne fa parte della forza lavorativa in Iran. Il punteggio di uguaglianza lavorativa è di 4.19 su un punteggio che va da 1 a 7. Il 20,5% delle donne ricopre la carica di magistrato e di manager; il tasso di alfabetizzazione è dell'80,8% per quanto riguarda le donne, il 97,5% di loro conclude gli studi primari (il 98,3% per quanto riguarda gli uomini), l'80,4% delle donne ha concluso gli studi secondari (l'82,3% gli uomini), mentre il 64,3% delle donne ha conseguito una laurea (il 75% gli uomini). Il 5,9% dei componenti del Parlamento è composto da donne, mentre il 6,5% dei ministri sono donne.
L'età media delle donne alla nascita del loro primo figlio è di 28,9 anni e la media di figli per donna è di 2,15. Il 66% di loro ha subito violenza fisica. Il diritto di uguale giustizia rispetto all'uomo è di 0,75 su 1. La speranza di vita sana per le donne è di 65,9 anni.
Il Global Gender Gap Report, pubblicato nel marzo 2021, posiziona l'Iran 150º su 156 paesi analizzati. Nel 2022 occupa la 143ª posizione su 146 paesi analizzati, con un punteggio di 0,576 su 1,000. Le donne rappresentano il 5,60% dei componenti del Parlamento, mentre ricoprono il 6,67% degli incarichi ministeriali.